# Anita Pallenberg
Anita Pallenberg (Róma, 1942. április 6. vagy 1944. január 25. – 2017. június 13.) olasz színésznő, énekesnő, fotómodell, divattervező. A Rolling Stones együttes rajongója (groupie), 1965–1967 között Brian Jones gitáros, majd 1968-ban átmenetileg Mick Jagger szeretője. 1967–1980 között Keith Richards élettársa, utóbbinak három gyermeket szült. A Rolling Stones zenei munkájára két évtizeden át komoly hatást gyakorolt.

## Élete

### Származása, ifjúkora
Édesapja Arnaldo Pallenberg olasz énekes és előadóművész volt, édesanyja Paula Wiederhold német nagykövetségi titkárnő. Anita több alkalommal úgy nyilatkozott, hogy ő maga Max Pallenberg osztrák színész unokahúga, aki 1914-től Berlinben dolgozott, ott nősült, de 1933-ban a náci hatalomátvétel miatt hazatért Ausztriába, majd 1934-ben Karlovy Vary közelében repülőszerencsétlenségben életét veszítette.
Gyermekkorát édesanyja szülőhazájában, Németországban töltötte, itt végezte tanulmányait is. Járt az orvosi egyetemre, de kitanulta a grafikai tervezői és a festmény-restaurátori szakmát is. Már egészen fiatalon több nyelven kiválóan beszélt.
Hosszabb-rövidebb ideig élt szülővárosában, Rómában és New York Cityben is. Fotómodellként és műkedvelő színészként dolgozott. New Yorkban a Living Theatre társulatában szerepelt a nyílt színi meztelenséget bemutató Paradise Now c. mű előadásain. Fellépett Andy Warhol színházában, a The Factory-ban is.

### Élete a Rolling Stonesszal
Anita Rolling Stones együttes nagy rajongója volt. 1965-ben Münchenben dolgozott fotómodellként, itt megismerkedett Brian Jones-szal, az együttes énekes–gitárosával, akinek szeretője lett.
Anita társadalmi kapcsolatai révén növelni tudta a Stones elfogadottságát a művészek és filmesek magasabb köreiben. Viszonyuk 1967-ig tartott, ekkor egy marokkói nyaralás során Jones erőszakosan viselkedett Anitával, aki emiatt elhagyta őt, és átnyergelt Keith Richardsra, a Rolling Stones gitárosára.
Már Keith Richards élettársaként Anita 1968-ban, Az előadás (Performance) c. film forgatási munkái alatt átmeneti viszonyt folytatott Mick Jaggerrel is. Az afférról később maga Keith Richards is beszámolt önéletrajzában. Ezzel szemben maga Anita 2007-ben, a Performance DVD-kiadásának alkalmából adott interjúban tagadta a Jagger-ügyet.
Keith Richards és Anita Pallenberg élettársi kapcsolata 1980-ig tartott. A bulvársajtóban gyakran házaspárnak nevezték őket, de hivatalosan nem házasodtak össze, és a brit törvények ebben az időben nem ismerték el az élettársi kapcsolatot (common-law marriage). Anita három gyermeket szült Keith-nek:
- Marlon Leon Sundeep Richards (* 1969. augusztus 10.)
- Angela (Dandelion) Richards (* 1972. április 17.)
- Tara Jo Jo Gunne Richards (* 1976. március 26. – † 1976. június 6.), aki azonban 10 hetes korában meghalt, hirtelen csecsemőhalálozás következtében.

A Rolling Stones történetét feldolgozó egyes szerzők szerint Anita Pallenberg személyisége az 1960-as és 1970-es években komoly hatással volt az együttes munkásságára és fejlődésére. 
Befolyása meghatározóbb volt, mint a zenekari tagok többi partnereié, ismerőseié. Véleményét Mick Jagger is figyelembe vette. Amikor Pallenberg nemtetszését fejezte ki a Beggars Banquet anyagának hangszerelésével kapcsolatban, Jagger újrakevertette az egészet. 2002-ben a Forty Licks című válogatás-lemezen Anita Pallenberg neve is fel van tüntetve, mint a „Sympathy for the Devil” vokalistája.
Tony Sanchez kábítószer-kereskedő, Keith Richards egykori testőre arról írt, hogy Anita Pallenberg okkult praktikákat folytatott, titkos szertartásokat végzett és a mindenhová fokhagymaköteget hurcolt magával a vámpírok ellen.
Keith Richards leírta, hogy Anita (akárcsak ő maga) heroinfüggő volt.
1977-ben Richardsot Montréalban kábítószer birtoklása miatt letartóztatták, emiatt házkutatást tartottak szállodai szobájukban, és Anitát is vád alá helyezték hasonló indokkal. Anita bűnösnek vallotta magát marihuana birtoklásában és használatában, így pénzbüntetéssel megúszta, míg Richards csak két hónap múlva hagyhatta el Kanadát, és éveken át rendőri felügyelet alatt maradt.

### A Scantrell-incidens
1979-ben Anita Pallenberg neve a rendőrségi hírekben szerepelt. Családi otthonukban, a New York állambeli South Salemben holtan találtak egy Scott Cantrell nevű 17 éves srácot, akit a 35 éves Anita kertészként alkalmazott, és szexuális viszonyt is folytatott vele, miközben Keith Richards Párizsban dolgozott, a Rolling Stones lemezfelvételén. A fiút agyonlőve találták Anita ágyában, a halálos lövést a Keith Richards tulajdonában lévő fegyverből adták le. A nyomozás kiderítette, hogy Anita és 10 éves fia, Marlon is a házban tartózkodott a lövés pillanatában. Az ügyet 1980-ban öngyilkosságként zárták le. A hivatalos rendőri jelentés szerint a fegyver elsütésekor Anita nem tartózkodott a hálószoba közelében. A felröppenő híreszteléseket, miszerint Anita orosz rulettet játszott volna Scantrellel, megalapozatlannak minősítették.

### Élete a Rolling Stones után
Keith Richards és Anita Pallenberg élettársi kapcsolata 1981-ben felbomlott. Richards 1983-ban feleségül vette Patti Hansen fotómodell-színésznőt, de Anitával továbbra is szoros kapcsolatot tartott.
Mick Jagger 1960-as évekbeli barátnője, Marianne Faithfull is fenntartotta baráti viszonyát Anitával (az 1968-as Jagger-affér ellenére). 2001-ben a BBC televízió Pusszantlak, drágám! (Absolutely Fabulous) sorozatának 4. (Donkey c.) epizódjában együtt szerepeltek, Faithfull játszotta „Istent”, Pallenberg „az Ördögöt”.
1994-ben Anita Pallenberg felnőttoktatás keretében divattervezői diplomát szerzett a londoni Central Saint Martins College of Arts and Design főiskolán. Ezután felváltva dolgozott New York Cityben és Európában.

### Színésznői pályája
Anita Pallenberg több mozifilmben is szerepelt. Roger Vadim 1968-as fantasy-vígjátékában, a kultuszfilmmé vált Barbarellában a címszereplő Jane Fonda ellenfelét, a Nagy Zsarnokot (The Great Tyrant) játszotta, 1969-ben Marco Ferreri Dillinger halott c. „film noir”-jában Michel Piccoli (javarészt alvó) feleségét.
Kisebb szerepet kapott a Volker Schlöndorff által rendezett Kohlhaas Mihály c. történelmi filmben, amelyet Szlovákiában forgattak.
Az 1968-ban forgatott (de csak 1970-ben bemutatott) Az előadás (Performance) c. krimiben (rendezők Donald Cammell és Nicolas Roeg) Anita az ifjú James Fox és Mick Jagger mellett játszott, az utóbbival a forgatás során viszonyba is keveredett. 
Ugyancsak 1968-ban szerepelt a Jean-Luc Godard által a Rolling Stones-ról készített zenés dokumentumfilmben, a Sympathy for the Devil-ben.
1985-ben Duran Duran Anita Pallenberg Barbarella-beli filmjeleneteit beillesztette a The Wild Boys c. dalának videóklipjébe.
Egy 2007-es interjúban elmondta, hogy 1960-ban jelen volt Rómában Az édes élet forgatásán. Beszélt találkozásairól a híres filmkészítőkkel, Federico Fellinivel, Alberto Moraviával, Luchino Viscontival és Pier Paolo Pasolinival.
Az ezredforduló után a kereskedelmi média és a televízió gyakran kutatta Anita Pallenberg kapcsolatát a Rolling Stones tagjaival, és meghatározó befolyását az együttes sorsára. A 2005-ben készült Stoned (Megkövezve) c. életrajzi játékfilmben, amely Brian Jones életének utolsó évét dolgozta fel, az ifjú Anitát Monet Mazur alakította. 2006-ban az NBC televízió A színfalak mögött (Studio 60 on the Sunset Strip) c. sorozatának egyik epizódjának meséje szerint a Sarah Paulson által alakított szereplőt, Harriet Hayes-t szerződtetik Anita Pallenberg filmszerepére.

### Utolsó évei
2008 után egészsége megromlott, hepatitis C betegséget diagnosztizáltak néla. Csípőműtétei következtében mankóra szorult. A 2010-es években vissza-visszatérő alkoholproblémái tovább rontották egészségét. 2017. június 13-án elhunyt, a hepatitis szövődményei következtében. Két gyermeket és öt unokát hagyott hátra.

## Filmszerepei
- 1967 : Mord und Totschlag (A degree of murder) (Marie)
- 1968 : Candy (Bullock nővér)
- 1968 : Barbarella (Tyrant)  r.: Roger Vadim
- 1969 : Dillinger halott (Dillinger è morto) (Ginette)
- 1969 : Kohlhaas Mihály (Michael Kohlhaas – Der Rebell (Marie, kofa) r: Volker Schlöndorff
- 1970 : Az előadás (Performance) (Pherber)
- 1972 : Umano non umano (dokumentumfilm, önmaga)
- 1976 : Le berceau de cristal
- 1998 : Ördögi szerelem (Love Is the Devil: Study for a Portrait of Francis Bacon) (nő a kaszinóban)
- 2001 : Pusszantlak, drágám! (Absolutely Fabulous) tévésorozat, 4. ep. (Ördög)
- 2002 : Hideous Man
- 2007 : Imitátorok (Mister Lonely) (királynő)
- 2007 : Go Go Tales (Sin)
- 2009 : Chéri – Egy kurtizán szerelme (Chéri) (barátnő)  r.: Stephen Frears
- 2010 : Stones in Exile (dokumentumfilm, önmaga)

## További információ
- Anita Pallenberg a PORT.hu-n (magyarul)
- Anita Pallenberg az Internetes Szinkronadatbázisban (magyarul)
- Anita Pallenberg az Internet Movie Database-ben (angolul)
- Anita Pallenberg a Rotten Tomatoeson (angolul)
- Anita Pallenberg az AlloCiné weboldalán (franciául)
- Anita Pallenberg Profile. famousfix.com. (Hozzáférés: 2023. június 25.)
- Anita Pallenberg: Stones Muse Supreme. YouTube